# Полідипсія
Полідипсія (дав.-гр. πολύς багато + дав.-гр. δίψα спрага) — симптом, що характеризується неприродно сильною, невгамовною спрагою. Зменшується або зникає тільки при прийомі води в кількостях, що значно перевищують фізіологічні, для дорослих — понад 2 літри на добу.

## Етіологія
Причиною розвитку цього є надмірна активація питного центру в головному мозку. Може бути спричинено як фізіологічними, так і патологічними причинами. Так, наприклад, при активній втраті води з потом або при значних фізичних навантаженнях фізіологічна потреба у воді може значно зростати. До патологічних причин подібного стану можна віднести підвищення концентрації певних речовин в крові людини. Наприклад, підвищення рівня глюкози в крові при цукровому діабеті. Розрізняють первинну і вторинну полідипсію. Первинна виникає при безпосередній активації питного центру, наприклад при гіпофізарно-гіпоталамічній патології, або як наслідок деяких психічних розладів. Вторинна є реакцією на зміну складу циркулюючої крові.

## Ускладення
Пиття води при полідипсії може призвести до виникнення водно-електролітних порушень в організмі людини. Як правило, розвиваються набряки, асцит, при виражених порушеннях в поєднанні з патологією нирок можливе виникнення судомного синдрому.